# Помяново (Західнопоморське воєводство)
Помяново (пол. Pomianowo) — село в Польщі, у гміні Білоґард Білоґардського повіту Західнопоморського воєводства.
Населення — 397 осіб (2011).
У 1975-1998 роках село належало до Кошалінського воєводства.

## Демографія
Демографічна структура станом на 31 березня 2011 року:
|          | Загалом | Допрацездатний вік | Працездатний вік | Постпрацездатний вік |
| -------- | ------- | ------------------ | ---------------- | -------------------- |
| Чоловіки | 201     | 41                 | 147              | 13                   |
| Жінки    | 196     | 47                 | 110              | 39                   |
| Разом    | 397     | 88                 | 257              | 52                   |